# Wilfried Martens
Wilfried Achiel Emma Martens (Sleidinge, 1936. április 19. – Lokeren, 2013. október 9.) belga politikus, államférfi, Belgium miniszterelnöke 1979. április 3. és 1981. április 6. között négy kormány élén, majd 1981. december 17. és 1992. március 7. között öt kormány fejeként.

## Tanulmányai
Jogi doktori diplomát szerzett, majd filozófiát tanult a Leuveni Katolikus Egyetemen, és nemzetközi politológiai tanulmányokat folytatott a Harvard Egyetemen.

## Politikai pályája
Politikai tevékenységét a flamand népi politikai mozgalomban kezdte meg, de hamarosan váltott a kereszténydemokraták felé. Pályája gyorsan ívelt felfelé.
A flamand kereszténydemokraták pártjának (a párt jelenlegi neve Kereszténydemokrata és Flamand – Christen-Democratisch en Vlaams, CD&V) elnöke volt 1972 és 1979 között. A belga szövetségi parlament képviselője volt 1974 és 1991 között, majd szenátor 1991-től 1994-ig.
1976-ban alapító tagja és 1992 óta elnöke volt a – ma már az összes európai középjobb pártot (38 országból 71 tagpárt) tömörítő – transznacionális Európai Néppártnak, valamint az Európai Parlament képviselője 1994 és 1999 között.

## Családja
Öt gyermeke van; kettő az első házasságából, Lieve Verschroeventől, három a másodikból, Ilse Schoutedentől, aki 1988-ban titkárságának munkatársa volt. Vele, ikreiknek megszületése után, 1998-ban házasodott össze. 2007-ben elváltak. 2008. szeptember 28-án kötött polgári házasságot Miet Smettel, aki korábban államtitkári pozíciókat töltött be Martens kormányaiban. Közös gyermekük nem született, de 2013. április 27-én, második felesége halála után, katolikus szertartás szerint is összeházasodtak.

## Magyarul megjelent művei
- Az egyik és a másik Európa. Európai beszédek, 1990–1994; előszó Giczy György, Helmut Kohl, ford. Beke Mihály András; Püski, Bp., 1996
- Európa: küzdelmek és győzelmek; előszó Orbán Viktor; Polgári Magyarországért Alapítvány–Centre for European Studies, Bp.–Bruxelles, 2009

## Magyar vonatkozások
1984-ben hivatalos látogatást tett Magyarországon, amelynek során nagy elismeréssel nyilatkozott az ország helyzetéről. 1987-ben Kádár Jánost ugyancsak hivatalos látogatáson látta vendégül Belgiumban.
2006. október 23-án a Fidesz nagygyűlésén a magyar kormányt élesen bíráló és Orbán Viktort támogató beszédet mondott.